# Mentzelia crocea
Mentzelia crocea är en brännreveväxtart som beskrevs av Albert Kellogg. Mentzelia crocea ingår i släktet Mentzelia och familjen brännreveväxter. Inga underarter finns listade i Catalogue of Life.